# Changement d'air

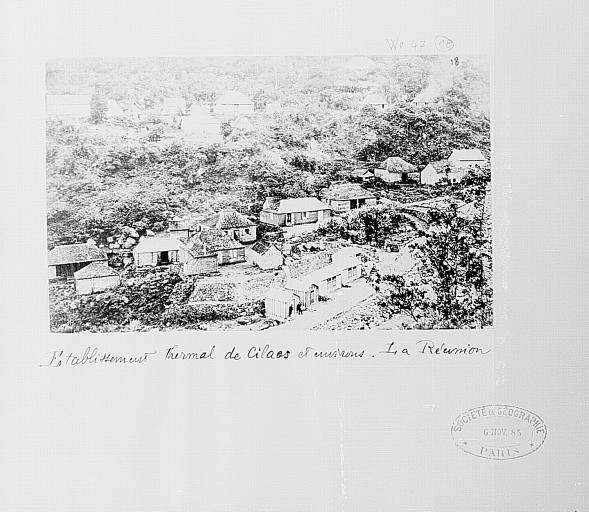
L'établissement thermal de Cilaos avant 1885.

Le changement d'air est un mouvement migratoire temporaire survenant à La Réunion pendant les mois de l'été austral, en particulier pendant les grandes vacances de janvier. Les familles de la côte qui disposent d'une résidence secondaire ou d'un autre point de chute en altitude montent dans les Hauts pendant quelques semaines pour échapper aux fortes chaleurs que l'on enregistre alors sur le littoral.
L'Entre-Deux, les Hautes Plaines et les cirques naturels de Salazie et Cilaos font partie des régions les plus courues par les estivants, ces derniers notamment parce qu'ils sont ou ont été des destinations thermales. Elles doivent donc faire face à de nombreux logements vides le reste de l'année, ce qui nuit à leur dynamisme économique au quotidien.